# Journées littéraires de Soleure
Ne doit pas être confondu avec Journées de Soleure.
Les Journées littéraires de Soleure (Solothurner Literaturtage en allemand) sont un festival littéraire qui se tient chaque année à Soleure depuis 1979. Il se déroule les trois jours suivant le jeudi de l'Ascension.

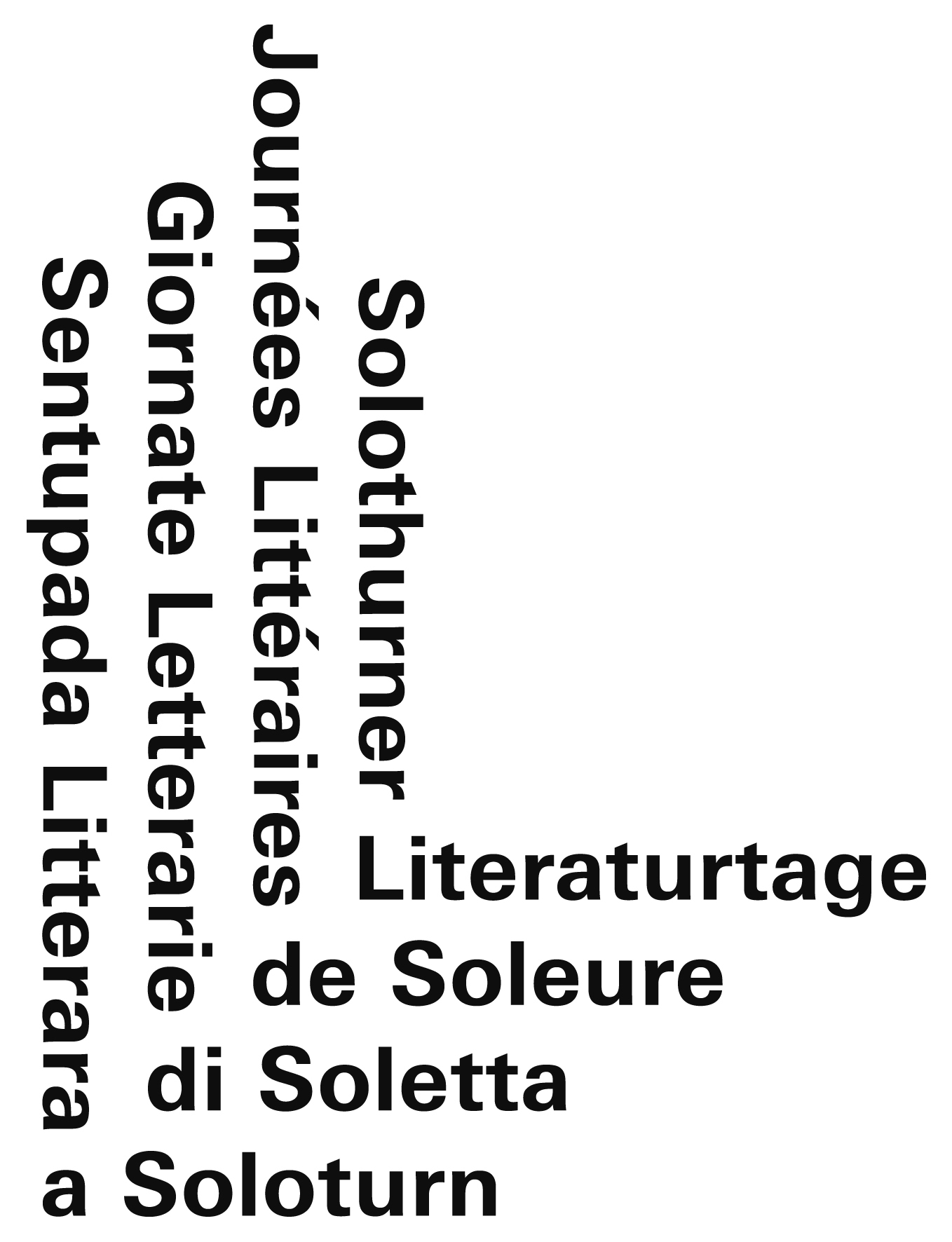
Logo officiel des Journées littéraires de Soleure.

## Histoire et description
Les Journées littéraires de Soleure sont constituées sous forme d'association en août 1978 à l'initiative notamment des écrivains Peter Bichsel et Otto F. Walter. Organisées chaque année depuis 1979 les trois jours suivant le jeudi de l'Ascension, elles visent à offrir un forum aux écrivains suisses, afin d'abolir « la distance, l'éloignement, la surdité à l'égard de l'activité littéraire ». Selon leur ancienne directrice Reina Gehrig, « il s’agit d’un festival d’auteurs, non d’un salon ou d’une foire où les éditeurs viennent vendre leurs dernières parutions ». La manifestation se déroule principalement au Landhaus et essaime dans plusieurs salles situées au bord de l'Aar.
Jusqu'à quarante auteurs suisses, dont au moins dix francophones, italophones ou romanchophones, sont invités à présenter leurs œuvres, de même qu'un hôte étranger (voire plusieurs depuis 1991) tel que Tchinguiz Aïtmatov ou Claude Simon. Le programme de 2022 prévoit des lectures, tables rondes et entretiens, des performances de slam, des ateliers, des expositions et des soirées thématiques. Le sujet de la traduction est également au cœur de la manifestation depuis ses débuts.
Les Journées littéraires de Soleure, qui réunissent quelque 15 000 spectateurs dans les années 2010, sont considérées comme la plus importante manifestation littéraire suisse plurilingue. Les prix suisses de littérature sont remis en préouverture et les œuvres des lauréats sont présentées au cours du festival,.

### Directeurs
- depuis août 2022 : Rico Engesser et Nathalie Widmer[4],[7]
- août 2020 - mai 2022 : Dani Landolf[8]
- automne 2013 - juillet 2020 : Reina Gehrig[9]

- 2012 - automne 2013 : Bettina Spoerri[10]

- 1979 - 2012 : Vrony Jaeggi[10]

## Prix littéraire de Soleure
Le Prix littéraire de Soleure (en allemand : Solothurner Literaturpreis), un des plus renommés de la scène littéraire suisse alémanique, est décerné chaque année depuis 1994 à un auteur de langue allemande pour ses réalisations littéraires exceptionnelles (« für hervorragende literarische Leistungen »). Il est doté de 15 000 francs, financés par des entreprises et communes de la région de Soleure.
L'association qui le décernait décide en 2021 de se dissoudre et de confier la remise du prix aux Journées littéraires de Soleure,. En raison de cette transition, le prix n'est pas remis en 2022.

### Lauréats
- 2022 : aucun
- 2021 : Iris Wolff (de)
- 2020 : Monika Helfer (de)
- 2019 : Karen Duve
- 2018 : Peter Stamm
- 2017 : Terézia Mora
- 2016 : Ruth Schweikert
- 2015 : Thomas Hettche
- 2014 : Lukas Bärfuss
- 2013 : Franz Hohler (de)
- 2012 : Annette Pehnt
- 2011 : Peter Bichsel
- 2010 : Ulrike Draesner
- 2009 : Juli Zeh
- 2008 : Jenny Erpenbeck
- 2007 : Peter Weber (de)
- 2006 : Matthias Zschokke
- 2005 : Kathrin Röggla (de)
- 2004 : Barbara Honigmann
- 2003 : Hanna Johansen
- 2002 : Erich Hackl
- 2001 : Anna Mitgutsch
- 2000 : Christoph Hein
- 1999 : Birgit Vanderbeke
- 1998 : Thomas Hürlimann
- 1997 : Christoph Ransmayr
- 1996 : Klaus Merz
- 1995 : Wilhelm Genazino
- 1994 : Monika Maron[14]